# Herminio Díaz Zabala
Herminio Díaz Zabala (Reacin, 12 dicembre 1964) è un ex ciclista su strada e dirigente sportivo spagnolo, professionista dal 1986 al 1998.
Fratello minore di Pedro Luis Díaz Zabala, i due gareggiarono nelle stesse formazioni dal 1986 al 1993.

## Carriera
Passato professionista nel 1986 con la Teka, vestì poi la divisa della Reynolds e quindi, dal 1989, quella della ONCE. In carriera ottenne la vittoria nella classifica generale della Tirreno-Adriatico nel 1991; vinse anche una tappa alla Vuelta a España 1989 ed indossò, sempre nella corsa spagnola, la maglia amarillo simbolo di leader della classifica generale nell'edizione 1991 al termine della cronosquadre di Badajoz, prima di cedere il primato al compagno Melchor Mauri poi vincitore.
Nella sua carriera Díaz Zabala ha accompagnato al successo in un grande Giro, come gregario, quattro capitani, Pedro Delgado al Tour de France 1988 e tre diversi atleti nella Vuelta a España, Melchor Mauri nel 1991, Laurent Jalabert nel 1995 e Alex Zülle nel 1996 e 1997.
Dopo il ritiro dalle corse, avvenuto nel 1998, è stato per tre anni, dal 2004 al 2006, direttore sportivo alla Liberty Seguros affiancando Manolo Saiz.

## Palmarès
- 1985 (dilettanti)

Classifica generale Vuelta a Vizcaya
San Gregorio Saria
2ª tappa Giro delle Regioni
- 1987

5ª tappa, 2ª semitappa Vuelta a Cantabria
- 1988

7ª tappa Vuelta a Cantabria
- 1989

10ª tappa Vuelta a España
- 1991

Classifica generale Tirreno-Adriatico
- 1994

5ª tappa Vuelta Ciclista a Murcia
- 1995

5ª tappa tappa Tasmania Summer Tour

## Piazzamenti

### Grandi Giri
- Tour de France

1988: 118º
1990: 90º
1991: 75º
1992: 97º
1993: 102º
1994: 109º
1995: 35º
1996: 53º
1998: ritirato
- Giro d'Italia

1990: 42º
- Vuelta a España

1989: 110º
1991: 42º
1992: 51º
1993: 54º
1994: 63º
1995: 58º
1996: 63º
1997: 68º
1998: 72º

### Classiche monumento
- Milano-Sanremo

1991: 62º
1992: 139º
1993: 44º
1994: 85º
1996: 46º
- Giro delle Fiandre

1994: 66º
1997: 70º
- Parigi-Roubaix

1991: 46º
1993: 31º

### Competizioni mondiali
- Campionati del mondo

Oslo 1993 - In linea Professionisti: ritirato
Agrigento 1994 - In linea Elite: ritirato